# Kaiserliches Postamt Gießen
Das 1863 als Großherzogliches Postamt der Fürstlich Thurn und Taxis’schen Postverwaltung errichtete und 1899 erweiterte Kaiserliches Postamt in der Bahnhofstraße 91 im mittelhessischen Gießen, wurde bis 1994 von der Bundespost als letztem Eigentümer genutzt. Die als Kulturdenkmal geschützte Alte Post befindet sich seit 1998 in Privateigentum. Nach zwei Eigentümerwechseln und einer grundständigen Sanierung sind der Erhalt und die Nutzung gesichert.

## Stil
Das im Süden der Stadt auf dem Seltersberg errichtete neugotische, ursprünglich aus einem Mittelteil und zwei seitlichen Giebel-Risaliten bestehende Gebäude wurde 1898 unter Beibehaltung des historisierenden Stiles symmetrisch nach Nordosten erweitert. Der aus roten Sandsteinquadern gemauerte Bau weist drei Staffelgiebel auf, die Fenster des ersten Obergeschosses sind mit Traufleisten versehen, die der englischen Gotik entlehnt sind. Das Gebäude ist Kulturdenkmal aus künstlerischen, städtebaulichen und stadtgeschichtlichen Gründen.

## Geschichte
Hinter dem Bau des Historismus befindet sich das 1925 durch die Oberpostdirektion Frankfurt geplante stattliche Gebäude des ehemaligen Telgraphenamtes. Der von 1927 bis 1929 errichtete Bau der typischen Neuen Sachlichkeit mit expressionistischen Details steht ebenso als Kulturdenkmal unter Denkmalschutz.
1994 bezog die Bundespost einen genau gegenüber liegenden Neubau in der Bahnhofstraße. 1998 kaufte eine Gießener Unternehmerfamilie die Alte Post von der Deutsche Post AG, die das Gebäude zunächst nur sporadisch und seit 2000 überhaupt nicht mehr nutzte. Im Dezember 2012 wurde der Gehweg vor der Alten Post erstmals gesperrt, weil die bröckelnde Fassade eine Gefahr für Fußgänger darstellt. Im Januar 2013 beschloss der Magistrat, die Alte Post in das „Entwicklungskonzept Bahnhofsumfeld“ einzubeziehen; in der Folge schuf die Stadt durch das „Stadtumbaugebiet“ rund um den Bahnhof einen Rahmen, was mit dem Gebäude passieren kann, um den Eigentümer zur Sanierung oder aber zum Verkauf zu zwingen. Im Februar 2013 wurde die Alte Post erstmals eingerüstet. 2014 bewertete der Gutachterausschuss für Immobilienwerte die Nutzungsmöglichkeiten sowie deren Rentabilität aufgrund einer vom Eigentümer 2012 vorgestellten Wohnungsbau-Planung und kam zu dem Ergebnis, dass sich diese rechnen würde. Im Juli 2015 zog die Stadt Gießen erstmals in Betracht, ein eigenes Kaufangebot für die Alte Post abzugeben. Eine Enteignung ist erst möglich, wenn ein dem Verkehrswert entsprechendes Angebot von Seiten des Eigentümers abgelehnt wurde. Anfang 2016 machte die Stadt dem Eigentümer ein Kaufangebot in Höhe von 1,2 Mio. Euro, das dieser ablehnte. Im Januar 2017 wurde zunächst ein Fußgängertunnel errichtet, um Passanten vor herabstürzenden Fassadenteilen zu schützen. Im August 2017 wurde die komplette Vorderfront der Alten Post eingerüstet, um statische Untersuchungen über den Zustand des Gemäuers und der Fassade durchführen zu lassen. Im Dezember 2017 ließ die Stadt alle sensiblen Fassadenbereiche mit Netzen überspannen, um gelockerte Bauteile zu sichern.

## Gegenwart

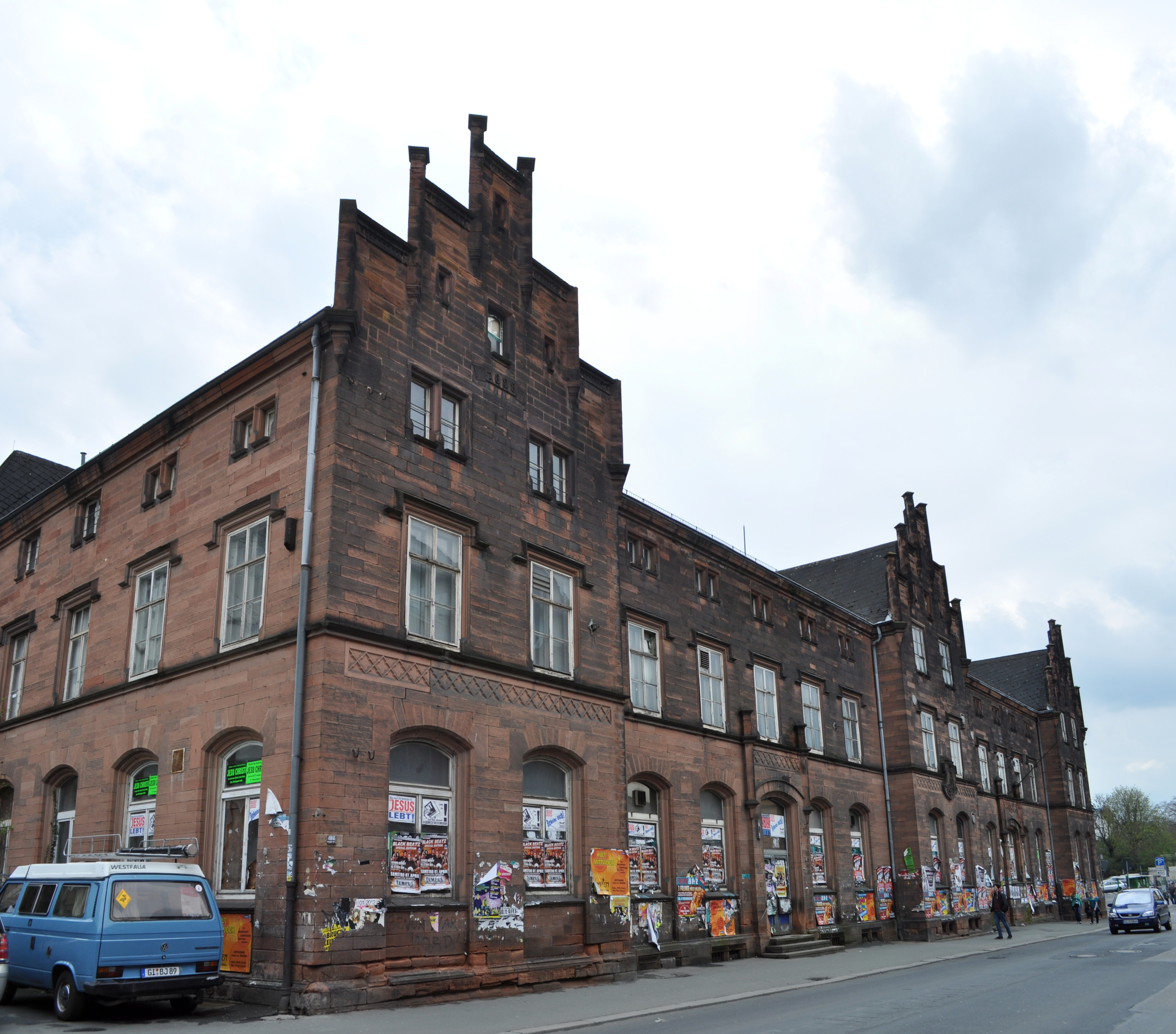
Die alte Post von Norden 2012 vor …
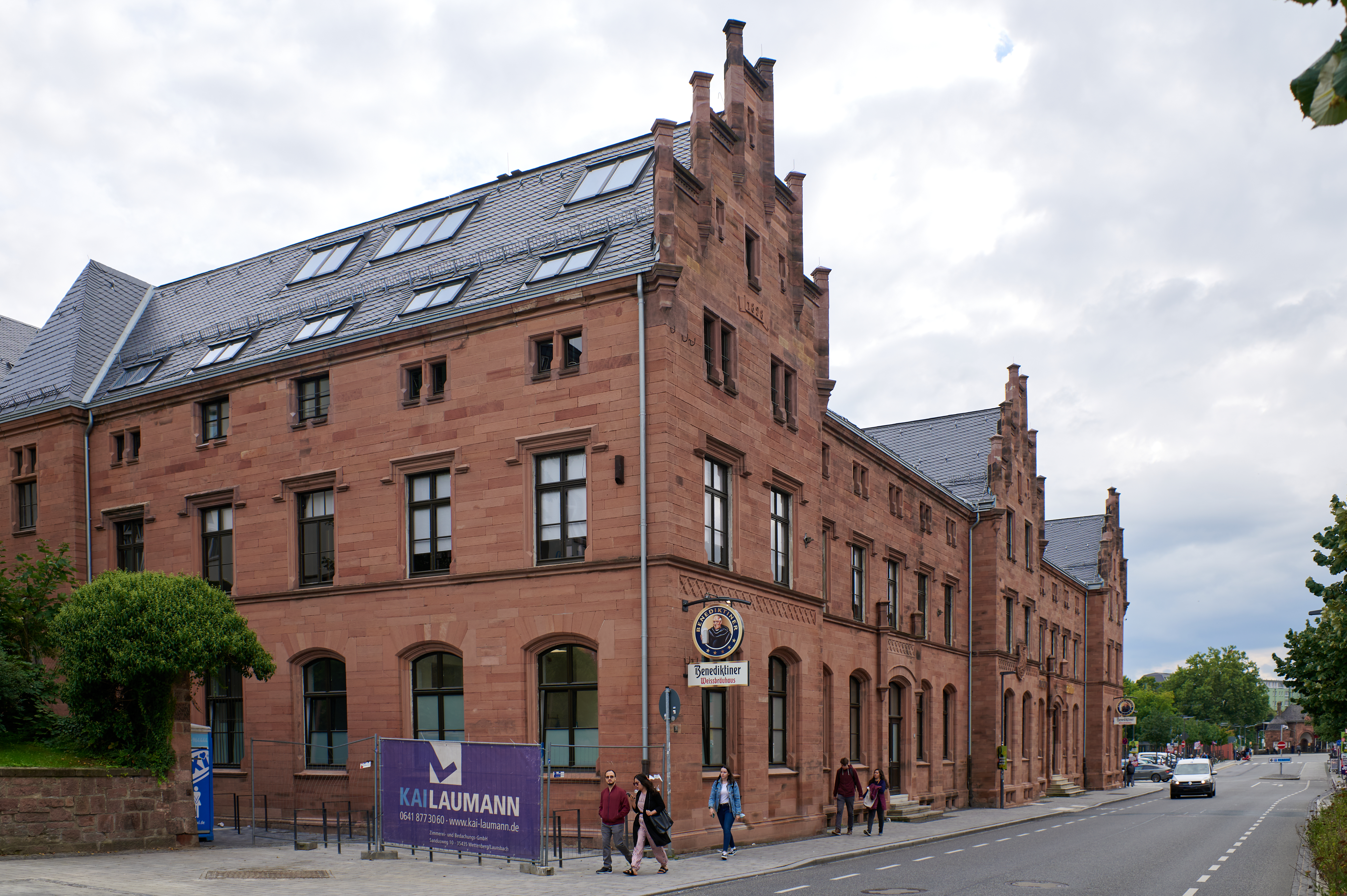
… und 2020 nach der Restaurierung

Der drohende Verfall und die möglichen Nutzungen des Gebäudes wurden in den Medien, der Politik und der Bürgerschaft seit dem Auszug der Bundespost 1994 thematisiert; die Ideen reichten von Gastronomie und Studierendenwohnraum bis hin zu Kultur und musealer Nutzung. Hierzu gründete sich im Juli 2017 eine Bürgerinitiative. Eine Onlinepetition dieser Bürgerinitiative erreichte über 500 Unterstützende, eine zugehörige Facebook-Gruppe erreichte tausende Mitglieder. Das Ringen um die Alte Post wurde nach einer Umfrage der Stadtredaktion der Gießener Allgemeinen Zeitung zur Jahreswende 2017/2018 zum „Gießener Ereignis 2017“ ernannt. Mitte Februar 2018 vereinbarte die Gießener Eigentümer-Familie den Verkauf des Objekts an den Frankfurter Immobilienentwickler a.a.a. aktiengesellschaft allgemeine anlageverwaltung. Geplant war, die Gebäude gewerblich zu nutzen; womöglich als Hotel, Gastronomiebetrieb und zur Vermietung von Wohnungen. Aufgrund der dafür unzureichenden Tragfähigkeit der Decken, machte a.a.a. jedoch von einer Rücktrittsoption Gebrauch.
Seit Oktober 2018 ist das Ensemble im Besitz des Unternehmers Kai Laumann aus Wettenberg. Ab April 2019 sanierte er in Abstimmung mit der Denkmalpflege die Gebäude. Die Eröffnung des Gastronomiebetriebes Benediktiner Weissbräuhaus fand am 11. Juni 2021 statt – ein von der Licher Privatbrauerei für die Bitburger Braugruppe entwickeltes und selbst betriebenes Gastro-Konzept, das in Gießen erprobt und nach Evaluation auch an anderen Standorten implementiert werden soll. Die Fassade der alten Post konnte bei der Sanierung erhalten werden. Im alten Telegraphenamt und einem modernen Anbau wurde der Tech-Hub des Unternehmens Klarna untergebracht. Mit der Eröffnung der „Soul Bar“ im Untergeschoss des Alten Telegraphenamtes am 15. November 2021 sind alle Räumlichkeiten genutzt. Die denkmalgerechte Sanierung erhielt den 2. Platz des Hessischen Denkmalschutzpreises 2022 in der Kategorie „Transformatives Bauen“.